# Simfonia núm. 6 (Beethoven)
La Simfonia núm. 6 en fa major, op. 68, també coneguda com la Simfonia Pastoral (en alemany: Pastorale), és una simfonia composta per Ludwig van Beethoven i completada el 1808. Una de les poques obres de Beethoven que contenia contingut explícitament programàtic, la simfonia es va interpretar per primera vegada juntament amb la seva Cinquena Simfonia al Theater an der Wien el 22 de desembre de 1808 en un concert de quatre hores.

## Origen i context
Beethoven era un amant de la natura que passava gran part del seu temps fent passejades pel país. Sovint va deixar Viena per treballar a llocs rurals. El compositor va dir que la Sisena Simfonia és "més l'expressió del sentiment que la pintura", un punt subratllat pel títol del primer moviment.
Els primers esbossos de la Simfonia Pastoral van aparèixer l'any 1802. Va ser composta simultàniament amb la més famosa Cinquena Simfonia de Beethoven. Ambdues simfonies es van estrenar en un concert llarg i poc assajat al Theater at der Wien de Viena el 22 de desembre de 1808.
Frank A. D'Accone va suggerir que Beethoven va agafar en préstec les idees programàtiques (una pipa de pastor, el cant dels ocells, els rierols que flueixen i una tempesta) per al seu disseny narratiu de cinc moviments de Le Portrait musical de la Nature ou Grande Symphonie, que va ser compost per Justin Heinrich Knecht (1752–1817) el 1784.

## Forma
La simfonia té cinc, en lloc dels quatre moviments típics de les simfonies anteriors a l'època de Beethoven, encara que no hi ha pauses entre els tres últims moviments. Beethoven va escriure un títol programàtic al començament de cada moviment:
El tercer moviment acaba amb una cadència no resolta que porta directament al quart. Una interpretació de l'obra dura uns 35-46 minuts, depenent de l'elecció del tempo i de si s'ometen les repeticions del 1r i 3r moviment.

### I. Allegro ma non troppo
La simfonia comença amb un moviment plàcid i alegre que representa els sentiments del compositor quan arriba al país. El moviment, en un temps de 2/4, està en forma sonata, i els seus motius estan àmpliament desenvolupats. En diversos moments, Beethoven acumula textura orquestral mitjançant múltiples repeticions de motius molt curts. Yvonne Frindle va comentar que "la repetició infinita del patró a la natura es transmet a través de cèl·lules rítmiques, la seva immensitat a través d'harmonies pures sostingudes".

### II. Andante molto mosso
El segon moviment és un altre moviment en forma sonata, aquesta vegada en 12/8 i en la tonalitat de si ♭ major, el subdominant de la tonalitat principal de l'obra. Comença amb les cordes tocant un motiu que imita l'aigua corrent. La secció de violoncel està dividida, amb només dos intèrprets que toquen les notes de l'aigua corrent amb instruments silenciats, i la resta de violoncels toquen majoritàriament notes de pizzicato juntament amb els contrabaixos.
Cap al final hi ha una cadenza per a instruments de vent fusta que imita els crits dels ocells. Beethoven va identificar útilment les espècies d'ocells a la partitura: rossinyol (flauta), guatlla (oboè) i cucut (dos clarinets).

### III. Allegro
El tercer moviment és un scherzo en un temps de 3/4, que representa balls i festes populars del país. És en fa major, tornant a la tonalitat principal de la simfonia. El moviment és una versió alterada de la forma habitual dels scherzi, ja que el trio apareix dues vegades en lloc d'una sola, i la tercera aparició del tema scherzo es trunca. Potser per adaptar-se a aquest arranjament força espaiós, Beethoven no va marcar les repeticions internes habituals de l'scherzo i el trio. Theodor Adorno identifica aquest scherzo com el model dels scherzos d'⁣Anton Bruckner.
El retorn final del tema transmet una atmosfera desenfrenada amb un tempo més ràpid. El moviment acaba bruscament, conduint sense pausa al quart moviment.

### IV. Allegro
El quart moviment, en fa menor i en 4/4, és la part on Beethoven demana la instrumentació més gran de tota la peça. Representa una tempesta de trons violenta amb un realisme minuciós, construint des d'un tro llunyà (tremolos tranquils en violoncels i baixos) i unes gotes de pluja (passatges de corxeres als violins) fins a un gran clímax amb trons forts (timbales), llamps (flautí), forts vents (passatges remolins semblants a un arpegi a les cordes) i forts xàfecs de pluja (pasatges de tremolo de 16 notes a les cordes). Amb l'addició dels trombons més tard en el moviment, Beethoven fa un efecte encara més tremend. La tempesta finalment passa, amb un tros ocasional encara escoltat a la distància. Un passatge d'escala ascendent a la flauta solista representa un arc de Sant Martí. Hi ha una transició perfecta al moviment final. Aquest moviment és paral·lel al procediment de Mozart en el seu Quintet de corda en sol menor K. 516 de 1787, que, de manera similar, introdueix un moviment final serè amb una llarga i emocionalment tempestuosa introducció.

### V. Allegretto
El finale, que és en fa major, és en un temps de 6/8. El moviment és en forma sonata rondó, en una estructura Intro-[ABA]-C-[ABA]-Coda. Com molts finals, aquest moviment posa l'accent en un tema simètric de vuit compassos, en aquest cas que representa el cant d'acció de gràcies dels pastors.
La secció A final comença tranquil·lament i progressivament arriba a una culminació extàtica per a l'orquestra completa (menys flautí i timbales) amb els primers violins tocant un trèmolo triplet molt ràpid en un fa agut. Segueix una coda fervent suggeridora de pregària, marcada pel pianissimo de Beethoven, <i id="mwqw">sotto voce</i>⁣; la majoria dels directors frenen el tempo d'aquest passatge. Després d'un breu període de resplendor posterior, l'obra acaba amb dos emfàtics acords de fa major.

## Instrumentació
La simfonia està gravada per a la següent instrumentació:
 
| Instruments de vent fusta 1 Flautí (només al quart moviment) 2 flautes 2 oboès 2 Clarinets en si bemoll 2 Fagots Instruments de vent metall 2 trompes en fa i si bemoll 2 trompetes en do i mi bemol (només al tercer, quart i cinquè moviment) 2 trombons (alt i tenor, només al quart i cinquè moviment) | Percussió Timbales en fa i do (només al quart moviment) Instruments de corda Violins I, II Violes Violoncels Contrabaixos |